# 琴裕将由拡
琴裕将 由拡（ことゆうしょう よしひろ、1994年5月14日 - ）は、奈良県橿原市出身で、佐渡ヶ嶽部屋に所属した元大相撲力士。本名は稲垣 善之（いながき よしゆき）。身長179.0cm、体重139.5kg、血液型はO型。最高位は東十両13枚目（2022年1月場所）。現在は若者頭。

## 来歴
大相撲入門前に本格的な相撲経験は無いが、小学生の時にわんぱく相撲に出場しており、その際に大相撲の佐渡ヶ嶽部屋に宿泊している。橿原市立橿原中学校在学中は柔道部所属だったが、地元の相撲道場（けはや道場）にも顔を出しており、相撲の大会にも出場していた。この頃に佐渡ヶ嶽部屋師匠の13代佐渡ヶ嶽（元関脇・初代琴ノ若）から勧誘されており、この時は入門しなかったが、これ以降佐渡ヶ嶽からは毎場所番付が送られてくるようになった。中学校卒業後は奈良県立大和広陵高校生涯スポーツ科に進学してレスリング部に入部。元全日本チャンピオン指導の下で特別な練習メニューを課せられ、国体フリースタイル120kg級優勝、高校総体120kg級準優勝の実績を残し、海外遠征も経験した。高校卒業後は法政大学文学部日本文学科に推薦入学したが、大学では結果を残せず苦悩の末、両親の「辞めてもいいよ」との言葉に後押しされて2015年5月（3年次）に中退した。
大学中退後、暫くは故郷で家業に従事したが、父親に大相撲の道を勧められ、「レスリングでは食べていけない。相撲を職にすればそれだけに集中できるので魅力だった」という理由から大相撲入りを決意。過去に何度も自身を大相撲へ勧誘していた13代佐渡ヶ嶽に電話をして佐渡ヶ嶽部屋に入門し、2016年3月場所で初土俵を踏んだ。中学卒業時、高校卒業時と入門を断ってきたので稲垣は13代佐渡ヶ嶽に「今からでも遅くないですか」と断りを入れたが、13代佐渡ヶ嶽は「これるならすぐいいぞ」と入門を歓迎した。前相撲は2連勝で一番出世。2018年1月場所で幕下に昇進するも定着できずに三段目と往復する時期が続き、3度目の幕下昇進となった2019年3月場所から四股名を「琴裕将」に改名した。裕の字は父親の名から取り、将の字は強いイメージがあることから入れた。同年11月場所で4度目の幕下昇進をして以降は幕下の地位に定着し、2020年11月場所からは勝ち越しを続けて2021年9月場所では西幕下4枚目まで番付を上げた。この場所は3勝3敗で迎えた千秋楽の相撲で初めて大銀杏を結って十両の土俵に上がり、朝志雄に勝利して勝ち越した。翌11月場所は西幕下筆頭に番付を上げて臨み、11日目の6番相撲で朝弁慶に勝利して勝ち越しを決め、場所後の新十両昇進が有力と報じられた。最終的に4勝3敗でこの場所を取り終え、場所後の12月1日に行われた番付編成会議により、2022年1月場所での新十両昇進が決定した。同日行われた記者会見では、昇進に至った要因に精神面の成長を挙げた。
東十両13枚目で迎えた1月場所では、初日の勝利後9日目まで白星と黒星を繰り返すヌケヌケの後、10日目に初の連勝を果たし6勝まで勝星を伸ばしたものの、終盤5日間を5連敗し6勝9敗に終わる。1場所で幕下陥落となりかねない星であったが、他力士の成績の兼ね合いで3月場所は西十両14枚目に残留。しかし同場所は4日目から4連敗するなど番付運を生かせず11日目で負け越しが決定、最終的に4勝11敗に終わり、十両2場所で幕下に陥落することとなった。
2024年9月場所限りで引退し、若者頭に転身した。若者頭への新規就任は2020年4月の虎伏山以来だが、虎伏山は世話人からの転向のため、力士を引退して即若者頭に就任するのは、2001年1月の栃乃藤以来23年8ヶ月ぶりとなる。

## エピソード
- 宇良とは同じレスリング出身だが、あちらがフリースタイルなのに対してこちらは大学時代はグレコローマンなので、取り口を真似することはできないとしている[10]。
- 屋比久翔平とは同学年であり、同じグレコローマンの選手であった。2020年東京オリンピックでの屋比久の活躍に琴裕将は刺激を受けたという[10]。
- 協会公式プロフィールによると、好きな歌手はかりゆし58、好物は肉、趣味は寝ることと入浴、好きなYouTuberは東海オンエア、好きな漫画は僕のヒーローアカデミア[11]。

## 主な成績

### 通算成績
- 通算成績：186勝178敗2休（51場所）

### 場所別成績
| | 一月場所 初場所（東京） | 三月場所 春場所（大阪） | 五月場所 夏場所（東京） | 七月場所 名古屋場所（愛知） | 九月場所 秋場所（東京） | 十一月場所 九州場所（福岡） |
| --- | ----------------------- | ----------------------- | ----------------------- | --------------------------- | ----------------------- | --------------------------- |
| 2016年 （平成28年） | x                       | （前相撲）              | 東序ノ口13枚目 4–3      | 東序二段72枚目 5–2          | 西序二段23枚目 5–2      | 東三段目90枚目 5–2          |
| 2017年 （平成29年） | 西三段目54枚目 4–3      | 東三段目37枚目 5–2      | 東三段目9枚目 2–5       | 西三段目40枚目 2–5          | 西三段目72枚目 6–1      | 西三段目17枚目 5–2          |
| 2018年 （平成30年） | 東幕下56枚目 4–3        | 東幕下48枚目 3–4        | 東三段目2枚目 6–1       | 西幕下28枚目 4–3            | 西幕下22枚目 1–6        | 東幕下47枚目 1–6            |
| 2019年 （平成31年 /令和元年） | 東三段目17枚目 5–2      | 西幕下53枚目 4–3        | 東幕下43枚目 4–3        | 西幕下35枚目 1–6            | 西三段目5枚目 5–2       | 東幕下46枚目 3–4            |
| 2020年 （令和2年） | 西幕下56枚目 4–3        | 西幕下47枚目 4–3        | 感染症拡大 により中止   | 東幕下37枚目 4–3            | 東幕下28枚目 2–5        | 東幕下44枚目 4–3            |
| 2021年 （令和3年） | 西幕下34枚目 5–2        | 東幕下22枚目 4–3        | 東幕下17枚目 4–3        | 東幕下12枚目 5–2            | 西幕下4枚目 4–3         | 西幕下筆頭 4–3              |
| 2022年 （令和4年） | 東十両13枚目 6–9        | 西十両14枚目 4–11       | 東幕下5枚目 3–4         | 西幕下7枚目 1–5–1           | 西幕下13枚目 3–4        | 西幕下21枚目 3–4            |
| 2023年 （令和5年） | 東幕下28枚目 4–3        | 西幕下22枚目 4–3        | 西幕下19枚目 1–6        | 西幕下39枚目 4–3            | 西幕下33枚目 3–4        | 西幕下37枚目 5–2            |
| 2024年 （令和6年） | 西幕下26枚目 5–2        | 東幕下14枚目 2–4–1      | 東幕下26枚目 5–2        | 西幕下15枚目 4–3            | 東幕下11枚目 引退 1–6–0 | x                           |
| 各欄の数字は、「勝ち-負け-休場」を示す。 優勝 引退 休場 十両 幕下 三賞：敢=敢闘賞、殊=殊勲賞、技=技能賞 その他：★=金星 番付階級：幕内 - 十両 - 幕下 - 三段目 - 序二段 - 序ノ口 幕内序列：横綱 - 大関 - 関脇 - 小結 - 前頭（「#数字」は各位内の序列） |                         |                         |                         |                             |                         |                             |

## 改名歴
- 琴稲垣 善之（こといながき よしゆき）2016年3月場所 - 2019年1月場所
- 琴裕将 由拡（ことゆうしょう よしひろ）2019年3月場所 - 2024年9月場所